# 프리 윌리
프리 윌리(Free Willy)는 1993년 공개된 미국의 영화이다.

## 줄거리
태평양 북서부의 해안선 근처에서 범고래 무리가 평화롭게 헤엄치고 있다. 범고래 중 한 마리는 구별할 수 있는 세 개의 점이 있다. 범고래는 덫에 걸려 가족이 도울 수 없는 동안 노스웨스트 어드벤처 파크로 보내진다.
몇 달 후 오리건 주 포틀랜드에서 6년 전 어머니에게 버림받은 12세의 제시는 쿠퍼튼에서 도망친 후 불량아 페리와 떠돌아다니던 제시는 낙서를 하던 노스웨스트 어드벤처 파크 수족관에서 범고래 윌리를 만난다. 그리고 나서 경찰에게 체포된다. 그리고 얼마후에 제시는 사회 복지사 드와이트를 통해 그린우드 부부를 마나게 된다. 그리고 수족관의 낙서를 지우는 벌을 받는다. 그의 양부모는 다정하고 친절한 애니와 글렌 그린우드이지만 제시는 처음에는 그들에게 적대적이다.
제시는 윌리를 다시 보러가서 윌리가 좋아하는 하모니카 연주를 하던 도중 윌리가 있는 수족관 물탱크에 빠진다. 하지만 윌리가 익사할 뻔했던 제시를 물 밖으로 밀어내어 생명을 구한다. 윌리와 제시는 서로에게 친구가 되고 제시는 윌리의 사육사 랜돌프 존슨과도 친해진다. 랜돌프는 그에게  범고래에 대해 설명하고 그린우드 부부의 집으로 돌아가 그린우드 부부에게 제시가 수족관에서 계속 일하는게 어떻겠냐고 설득하고 그린우드 부부는 승낙한다.
노스웨스트 어드벤처 파크 소유자 다이얼은 지금까지 비용이 많이 드는 범고래였던 윌리로부터 마침내 돈을 벌기위해 제시가 훈련시킨 묘기를 보고 승낙하고 쇼를 준비하였지만 그러나 개막일에 윌리는 아이들이 유리창을 두드리는 소리로 인한 스트레스로 공연을 거부한다. 그날 밤 늦게 윌리의 가족이 외부에서 그를 부르는 것을 알아 차리고 윌리의 외침에 응답하는 그들의 목소리를 발견한 후 그가 수족관에 갇혀있어서 얼마나 비참한지 깨닫는다. 웨이드와 여러 동료가 지하 관찰 구역으로 몰래 들어가 고의적으로 탱크를 손상시켜 물이 점차적으로 새어 나와 윌리를 죽이고 $1,000,000의 보험을 현금화할 수 있도록 한 음모를 제시가 발견하고 놀란 제시는 랜돌프에게 알린다.
```
제시는 윌리를 풀어줄 아이디어를 떠올리고 사육사 래이도 부른다
```

. 그들은 글렌의 트럭을 훔친 다음 지게차를 사용하여 윌리를 트럭에 연결된 트레일러에 싣고 그를 도슨선착장으로 견인한다. 다이얼은 웨이드가 윌리가 도난당했다는 전화를 받은 후 추적을 시작한다. 제시, 랜돌프, 래이는 발각되지 않기 위해 뒷길으로 갈려고 했지만 결국 트래일러의 바퀴중 하나가 절벽에 빠져버린다..
랜돌프와 래이가 트레일러를 옮길 수 없는 상황에서 제시는 트럭에 있는 무전기를 사용하여 글렌과 애니에게 전화를 건다. 글렌과 애니가 나타나 트레일러 를 체인으로 끌어 올려준후 코인 세차장에 들려 윌리에게 물기를 적셔준다. 선착장에 도착했더니 다이얼은 경로를 파악한 후 이미 거기에 있다. 글렌은 문을 부수고 트럭을 돌려 윌리를 물 속으로 밀어 넣는다.
윌리는 마침내 해방되었지만 너무 오랫동안 마른 땅에 있었어서 즉시 움직이지 않는다. 다이얼과 동료들은은 방해를 시도하지만 그린우드 부부와 랜돌프는 윌리가 헤엄쳐 나갈 수 있을 만큼 충분히 오래 그들을 제지한다. 제시의 격려로 윌리는 마침내 움직이기 시작한다. 그러나 그가 도착하기 전에 다이얼의 포경선 두 척이 선착장을 봉쇄한다. 제시는 방파제를 향해 달려가 윌리에게 따라오라고 요청하고 그를 그물에서 끌어낸다. 제시는 가장자리로 가서 윌리에게 그가 점프하면 자유로울 것이라고 말한다. 제시는 눈물겨운 이별을 고하지만 정신을 차리고 정상으로 돌아온다. 그는 윌리에게 신호를 보내기 전에 란돌프가 나츨라네의 이야기를 통해 그에게 가르친 하이다 기도문을 암송한다. 윌리는 마침내 방파제를 뛰어 넘고 반대편 바다에 착수하여 자유롭게 가족에게 돌아갈 수 있지만 실망한 다이얼과 웨이드는 마냥 지켜볼수밖에 없었고 윌리가 멀리서 작별인사를 하고 제시는 이렇게 말한다. "잘가, 윌리."

## 출연

### 주연
- 케이코
- 제이슨 제임스 릭터
- 로리 페티
- 제인 앳킨슨
- 오거스트 쉘렌버그
- 마이클 매드슨

### 조연
- 마이클 아이언사이드